# Geoff Hurst
Sir Geoffrey Charles "Geoff" Hurst, Kt, MBE (Ashton-under-Lyne, 8 de dezembro de 1941) é um ex-futebolista inglês que atuava como centroavante. Com a morte de Bobby Charlton em outubro de 2023, Hurst se tornou o último jogador vivo do time da Inglaterra que venceu a final da Copa do Mundo de 1966.

## Carreira
Fez época no West Ham United. 

## Seleção
Hurst fez parte do elenco da Seleção Inglesa de Futebol que disputou a Copa do Mundo de 1966 e 1970.
Hurst também detém o recorde de ter marcado mais gol(o)s em uma decisão de Copa do Mundo, ao marcar três vezes na final de 1966 contra a Alemanha Ocidental - o segundo deles, dando vitória parcial por 3 x 2 na prorrogação aos ingleses, gerou grande controvérsia por provocar dúvidas se a bola passou ou não da linha do gol, validado pelo fiscal-de-linha azerbaijanês Tofiq Bəhramov. Em 2022, Kylian Mbappé igualou a marca, marcando também três gols na final.
Foi artilheiro da Inglaterra na Copa do Mundo de 1966.

## Títulos
West Ham United
- International Soccer League: 1963
- Recopa Europeia: 1964–65
- Copa da Inglaterra: 1963–64
- Supercopa da Inglaterra: 1964

Stoke City
- Copa Watney: 1973
- Staffordshire Senior Cup: 1974-75

Seleção Inglesa
- Copa do Mundo FIFA: 1966
- British Home Championship: 1965–66, 1967–68, 1968–69, 1969–70, 1970–71, 1971–72, 1972–73

### Prêmios individuais
- Equipe da Eurocopa: 1968
- Football League 100 Legends
- Hall da Fama do Futebol Inglês